# Castello di Rosciano
Il castello di Rosciano, chiamato anticamente Russanum, Rescanum, Recsano e Rusciano, si trova nella frazione Signoria del comune di Torgiano.
Il castello, eretto su un sito etrusco e successivamente romano, fu distrutto da Totila nel 548, e veniva considerato inespugnabile nel Medioevo..
La prima notizia storica della località risale al 18 febbraio 1038 quando Corrado II, re di Germania e imperatore, confermò i beni al monastero tifernate del Santo Sepolcro: tra le proprietà elencate vi era anche la chiesa di Sant'Angelo in loco Rusciano, nel territorio di Assisi.
Fu concesso agli Scifi conti di Sassorosso da Federico II, ed in seguito passò successivamente ai Tancredi, ai Signorelli, ai Graziani, ai Baglioni, agli Ansidei per poi divenire possedimento dello Stato della Chiesa.
Nel 1266 il corpo di san Crispolto fu trasferito dalla badia di Passaggio di Bettona all'interno di Rosciano.
Nel 1274 il comune di Perugia, iniziò l'erezione del castello di Torgiano  per crearsi un avamposto in territorio bettonese, ciò segnò l'inizio di una fase di accesa rivalità tra gli abitanti di Rosciano e Torgiano che portò a scontri armati tra le due comunità nel settembre del 1277.
Nel 1378 Urbano VI confermò per 20 anni la diretta giurisdizione di Perugia su Rosciano. Tello, signore del castello, rifiutò questa sottomissione, e nel 1383 si consegnò a Guglielmo di Carlo Fiumi, gonfaloniere di Assisi.
Bonifacio IX successore di Urbano VI concesse il castello  a Tello.
Nel 1384 fu preso dai perugini che lo distrussero fino alle fondamenta
("Delle storie d'Asisi libri sei", Antonio Cristofani,Dom Sensi, 1866)
La chiesa di Sant'Angelo di Rosciano è stata sede di un priorato camaldolese dipendente dall'abbazia di Sansepolcro dal XIII secolo fino al 1521.